# باسابا دانابا جاتي
باسابا دانابا جاتي  (10 سبتمبر 1912 - 7 يونيو 2002) هو النائب الخامس لرئيس الهند. كان الرئيس بالنيابة للهند في الفترة من 11 فبراير إلى 25 يوليو 1977.